# Pito sund
Pito sund är ett sund i Finland. Det ligger i Pargas i landskapet Egentliga Finland, i den sydvästra delen av landet, 140 km väster om huvudstaden Helsingfors.
Pito sund ligger mellan Lielaxön i norr och Lemlaxön i söder. Den ansluter till Muddaisfjärden i väster och övergår i Siggnäs sund i öster.